# Thomas NLend
Thomas NLend, né le 3 novembre 1975 à Paris, aussi connu sous les pseudonymes Mathias Cardet et Thomas Pone, est un auteur et scénariste français.
Il est également connu pour s'être rapproché d'Alain Soral et de son mouvement Égalité et Réconciliation (E&R) dans les années 2010. En 2022, il prétend ne s'être rapproché de Soral et d'E&R qu'à des buts d'infiltration, cette version étant cependant remise en cause par plusieurs journalistes.

## Biographie

### Origines et jeunesse
Thomas NLend naît le 3 novembre 1975 à Paris. Les sources divergent quant à sa ville d'origine, Grigny (Essonne) selon So Foot, ou Créteil (Val-de-Marne) selon Europe 1. Il est d'origine camerounaise,,.

### HooliblacketL'Effroyable imposture du rap français
En 2011, sous le pseudonyme Mathias C, il publie Hooliblack, un livre pseudo-autobiographique dans lequel il prétend avoir été hooligan et membre du gang antifasciste des Black Dragons. Son récit est remis en question par plusieurs spécialistes et acteurs de ces milieux. Pour Nicolas Hourcade, bien que les souvenirs racontés par Thomas NLend dans son livre paraissent plausibles, « les chapitres concernant les années 1990 et 2000 apparaissent comme des informations de seconde main qui peuvent être obtenues par n’importe qui en lisant la presse ». Serge Ayoub, qui était hooligan au Parc des Princes, l'accuse de mensonge éhonté. Jean-Yves Davison, ancien leader des Black Dragons, dément quant à lui que NLend ait fait partie du gang. Thomas NLend finit par avouer la supercherie en 2020.
En 2013, sous l'alias Mathias Cardet, il publie L'Effroyable imposture du rap français aux éditions Kontre Kulture d'Alain Soral, un pamphlet critique de la musique rap, la présentant comme une manipulation politico-publicitaire visant à pousser les Noirs à la consommation. Le livre suscite des critiques. Olivier Cachin lui reproche de tordre les faits pour qu'ils correspondent à sa thèse, un contenu complotiste et plusieurs erreurs factuelles. Malgré « un intéressant développement sur les racines idéologiques du rap », Les Inrockuptibles reproche au livre de « légitimer les a priori d’une bonne partie de la presse sur cette culture urbaine » et de véhiculer des théories du complot.

### Rapprochement avec l'extrême droite
À la sortie de Hooliblack, Thomas NLend accorde plusieurs interviews à des sites d'extrême droite et se déclare proche des idées d'Alain Soral. Il commence à apparaître publiquement avec Soral lors de conférences à la suite de la sortie de son livre L'Effroyable imposture du rap français. Il relaie également les appels à la « Journée de retrait de l'école » contre l'ABCD de l'égalité, et se rend au Bal des quenelles de Dieudonné.
En 2014, il est impliqué au sein de Gaza Firm, un collectif propalestinien réunissant des personnes proches des idées de Soral et de Dieudonné et issues des supporters ultras du PSG. S'il se défend d'en être le leader, il en est la tête de gondole selon Libération.
La même année, il lance avec le producteur Stéphane Pérone la plate-forme musicale Bras d'honneur, visant à promouvoir des artistes issus de la mouvance constituée autour de Dieudonné et de Soral,. La rupture s'opère lorsque Soral l'accuse d'avoir détourné de l'argent de Bras d'honneur à son profit. NLend lui répond par une vidéo dans laquelle il le menace de dévoiler des dossiers compromettants qui pourraient les envoyer en prison en raison d'« opérations faites avec des figures du milieu du grand banditisme ».
En janvier 2022, il publie Les Bouffons de la haine, un livre préfacé par Caroline Fourest dans lequel il raconte avoir fait office d'infiltré au sein d'Égalité et Réconciliation entre 2011 et 2014, afin d'informer Noël Dubus, indicateur de police et homme d'affaires condamné pour escroquerie. Cependant, plusieurs journalistes spécialistes de l'extrême droite mettent en doute la version de NLend. Si Mathieu Molard de StreetPress admet qu'il a été l'une de ses sources au sein d'E&R et qu'il est probable que ses informations aient pu remonter aux services secrets, il doute qu'il ait rejoint la mouvance soralienne dans le but de l'infiltrer. Selon Arrêt sur images, le livre contient de nombreuses incohérences et omet la vérité sur la rencontre entre NLend et Dubus. Il s'en justifie en précisant avoir écrit le livre de mémoire et avoir déformé l'histoire de sa rencontre avec Dubus pour des besoins scénaristiques,. Caroline Fourest se retrouve en difficulté au sein de l'hebdomadaire Marianne à cause de ces soupçons concernant Thomas Nlend.

### Carrière de scénariste
Après avoir rompu ses liens avec Soral, il travaille comme scénariste dans le monde du cinéma, sous le pseudonyme Thomas Pone, avec le comédien Ahmed Sylla et le réalisateur Varante Soudjian. Il scénarise les films Walter et Inséparables ainsi que la série Access,,.

## Affaires judiciaires

### Implication dans l'affaire Georges Tron
En 2011, Thomas NLend soupçonne sa voisine, plaignante dans l'affaire de harcèlement sexuel visant Georges Tron, de mentir. Il l'invite dans un café où il l'enregistre à son insu. Sur les conseils de l'homme d'affaires Noël Dubus, condamné pour escroquerie, il tente infructueusement de vendre la bande audio à des journalistes, puis demande à Georges Tron d'intervenir sur le dossier fiscal d'un ami en échange de l'enregistrement, ce que Tron accepte en envoyant un mail à Pierre Lellouche, son ancien collègue au sein du gouvernement. L'affaire éclate dans la presse et NLend se retrouve auditionné plusieurs fois par le juge d'instruction. Thomas NLend et Noël Dubus finissent par remettre les enregistrements à la justice,,.

### Plainte pour escroquerie en bande organisée
En 2020, les producteurs Marc Fiszman et Thomas Cerboni portent plainte contre Thomas NLend, Ahmed Sylla et Varante Soudjian pour escroquerie en bande organisée. Ils les accusent d'avoir empoché une avance de 500 000 euros pour un projet de film sans avoir eu l'intention de le mener à bien. L'avocat de NLend accuse le duo de producteurs d'« allégations diffamatoires [...] pour ne pas régler à son client et à son coauteur les sommes prévues à leur contrat de scénariste ».

### Plainte de Thomas NLend pour diffamation et harcèlement moral
Suivant la publication d'une enquête de Marianne sur une plainte pour escroquerie en bande organisée visant NLend, Thomas NLend porte plainte contre Marianne, Marc Fiszman et Thomas Cerboni pour diffamation et harcèlement moral.

### Mise en examen pour complicité de subornation de témoin et association de malfaiteurs
Thomas NLend est mis en examen dans l'affaire Takieddine le 26 octobre 2021 pour complicité de subornation de témoin et association de malfaiteurs. Bien qu'il explique dans son livre Les Bouffons de la haine avoir été impliqué dans cette affaire par un malheureux concours de circonstances, Mediapart le présente comme directement impliqué dans l'opération,.

## Publications et scénarios
Il est l'auteur de plusieurs œuvres,,, dont :

### Livres
- 2011 : Hooliblack, Hugo & Cie
- 2013 : L'effroyable imposture du rap, Kontre Kulture
- 2022 : Les bouffons de la haine, préface de Caroline Fourest, Grasset

### Films

#### Longs métrages
- 2019 : Inséparables
- 2019 : Walter

#### Séries télévisées
- 2016-2017 : Commissariat central
- 2018-2019 : Access